# Šmartin, Velikovec
Šmartin (nemško St. Martin) je naselje v Občini Velikovec v Okraju Velikovec na Koroškem v Avstriji.